# Тылло, Валентин Игнатьевич
Валентин Игнатьевич Тылло (12 августа 1921, Петроград, РСФСР) — советский футболист, защитник, нападающий.

## Биография
До 27 лет выступал за ленинградские команды низших лиг. Летом 1948 вернувшийся в «Зенит» Константин Лемешев пригласил Тылло в команду. Начинал играть левым защитником, осенью 1950 после травмы центрального нападающего Ивана Комарова был переведён в атаку. За пять сезонов (1948—1952) провёл за клуб 64 матча в чемпионате (1 гол) и 12 игр в Кубке СССР.